# Bruno Bjelinski
Bruno Bjelinski (Trst, 1. studenog, 1909. – Silba, 3. rujna, 1992.), jedan od najznačajnijih hrvatskih skladatelja 20. stoljeća. Bio je iznimno plodan skladatelj koji je po uzoru na svoje skladateljske uzore (Ravel, Hindemith, Poulenc, Milhaud) razvio osobni glazbeni jezik s elementima neoklasicizma. Bjelinski je skladao šest opera, tri baleta, 15 simfonija, te brojnu glazbu za glasovir, violončelo, kao i komornu glazbu za različite instrumente.

## Životopis

### Podrijetlo i karijera
Bruno Bjelinski (rođen: Weiss) rodio se 1. studenoga, 1909. godine u židovskoj obitelji u Trstu. Majka mu je preminula kada je imao svega godinu dana, te ga je otac kasnije odveo u Zagreb gdje ga je odgojila baka. Kao dijete svirao je violinu, a potom i glasovir. Bjelinski je najprije započeo studij prava, koje je i doktorirao na Sveučilištu u Zagrebu, ali se pravom bavio kratko vrijeme do početka Drugog svjetskog rata. Upisao se na Muzičku akademiju u Zagrebu, koju je završio 1936. godine u klasi istaknutih umjetnika i pedagoga poput Blagoja Bersa i Franje Dugana. Već prije rata skladao je nekoliko djela, niz sonata, tokata i suita. Za rata je bio interniran, zatim se priključio NOB-u i postao član Kazališta narodnog oslobođenja Jugoslavije na Visu. Kraće je vrijeme predavao u Splitu, ali 1945. se preselio u Zagreb gdje na Muzičkoj akademiji počeo predavati kontrapunkt i polifoniju (1945-77). U Zagrebu ostvaruje uspješnu karijeru.
Osobitim je čarom pisao za djecu, kojima posvećuje neka od svojim najbojih djela. U opusu za djecu stvaranim 1950.-ih, ističu se Sedam bagatela za klavir, opere Pčelica Maja na riječi Waldemara Bonselsa, Heraklo i Ružno pače, te baleti Pinokio, Petar Pan i Mačak u čizmama. U tim djelima istaknuta je njegova sklonost humoru i ironiji, koje koristi za zabavu i u animaciji mladih slušatelja. U već odmaklom stvaralačkom zanosu nastala je opera Orfej XX. stoljeća, Koncert za Romea i Juliju, te nekoliko simfornija. Bjelinski je skladao i glazbu za film Plavi 9. Još je tijekom života za svoja djela dobio velika priznanja, a bio je i član Hrvatske akademija znanosti i umjetnosti.

### Obitelj i smrt
Krajem 1950.-ih se oženio mladom i perspektivnom studenicom glasovira, Ljerkom Pleslić, koja je i sama postala istaknuta glazbena umjetnica. Zajedno su imali dvoje djece, Deana i Alana Bjelinskog. Mlađi sin, Alan, postao je skladatelj i dirigent. Bruno Bjelinski je umro je 3. rujna 1992., na otoku Silbi gdje je i sahranjen u prisustvu uže obitelji.

## Ostavština
Autor nadasve opsežnog opusa i karakteristične melodijsko-harmonijsko-ritmičke invencije, Bjelinski nije nikad izrazito pripadao nacionalnom smjeru, iako nije ostajao ravnodušan ni prema folkloru (utjecaji osebujnih balkanskih ritmova ili čak egzotičnih južnoameričkih plesova, u kojima se zrcale odrazi dojmova skladateljeva višestrukog boravka u Brazilu, povremene inspiracije specifičnostima jazza). Laka mediteranska liričnost, opća ležernost izraza, uvijek nazočan optimizam poruke, a sve isprepleteno povremenim dramatskim nakupinama zvukova – to su temeljne značajke toga prijemljiva i lako prepoznatljiva glazbena govora. U njemu su vidljivi tragovi barokne glazbe s njezinom nezaustavljivom motorikom i promišljenim konstrukcijama. (Neo)klasični pak impulsi trajno su ugrađeni u korijene Bjelinskijeva stvaralaštva; odbijajući sve što je izvan provjerenih zakona klasičnog reda, skladatelj se, poštujući te iste zakone, istodobno i pomalo poigrava s njima. Nepretenciozna poetičnost njegovih djela često je protkana lakim humorom koji mjestimice graniči i s ironijom. Bjelinski se uspješno okušao na gotovo svim ozbiljnoglazbenim područjima, a jedan je od najplodnijih autora hrvatske glasovirske glazbe.

## Djela

### Vokalna glazba

#### Kantate
- Svjetli grobovi za bariton i komorni orkestar (1944, Jovan Jovanović Zmaj)
- Zore i vihori za mezosopran, mješoviti zbor i orkestar (1961., Vesna Parun)

#### Pjesme
- 7 partizanskih pjesama za bariton i orkestar (1944.)
- Ciciban, ciklus za sopran i glasovir ili alt i gudački kvartet (1947., Oton Župančić), HGZ, 1950.
- 2 pjesme za glas i glasovir (1954., Ivan Goran Kovačić)
- Bez povratka, ciklus za mezosopran i glasovir/komorni orkestar (1953., Li Tai Po), HDS, 1971.
- Pjesme za bezimenu, ciklus za tenor (sopran) i glasovir/orkestar (1953, Gustav Krklec)
- Gitanjali, ciklus za alt i glasovir (1957., R. Tagore), HDS, 1975.
- Šuma spava, ciklus za sopran, klarinet, vibrafon, gudački kvartet i tamburin (1965., Grigor Vitez)
- Condomblé za sopran, glasovir, udaraljke, ili sopran i komorni orkestar (1952-72, vlastiti tekst), Gerig, 1975.
- Figuli-faguli za glas i glasovir (1973., vlastiti tekst)
- Dijalog  za mezzosopran i glasovir (1975., Antun Branko Šimić), HDS, 1977.
- Davidovi psalmi za dva soprana i klavirski trio (1988.)
- Memories za sopran i glasovir (vlastiti tekst, 1990.)

### Scenska djela

#### Opere
- Pčelica Maja (Matija Koletić prema Waldemar Bonsels), bajkovita opera u 2 dijela (1952.; 9. veljače 1963., Rijeka), Universal Edition, klavirski izvadak 1957, partitura 1970.
- Heraklo (vlastiti libreto), komična opera u 1 činu za djecu, za bariton, recitatora i klavir (2. lipnja 1971., Osijek)
- Močvara (vlastiti libreto), opera u 1 činu (26. lipnja 1972., Osijek)
- Zvona (vlastiti libreto), opera za komorni orkestar, magnetofonsku vrpcu i soliste (7. prosinca 1975., Osijek)
- Orfej XX. stoljeća (vlastiti libreto), opera u 2 čina (10. listopada 1981., Beograd)
- Slavuj (vlastiti libreto prema H.C. Andersen), opera u 3 čina (15. studeni 1984., Sarajevo)

#### Lutkarske predstave
- Ružno pače (prema H.C. Andersen; 12. studenoga 1982., Zagreb)
- Knjiga o džungli (prema R. Kipling; siječanj 1990., Zagreb)

#### Baleti
- Pinocchio (V. Fijan i Bjelinski prema C. Collodi), balet za djecu u 4 slike (15. travnja 1959, Zagreb), Gerig, 1967.
- Petar Pan (vlastiti scenarij prema J.M. Barry), balet u 2 čina (26. studenoga 1966, Zagreb), Universal Edition 1969.
- Karneval iluzija (prema Sinfonietta brasileira), balet (5. studenoga 1967, Zagreb)
- Mačak u čizmama (scenarij prema A. Mitterhuber i Braći Grimm), balet za djecu u 7 slika (17. prosinca 1977, Zagreb)

### Filmska glazba
- Plavi 9 (1950).

### Simfonijska glazba

#### Simfonije
1. Simfonija ljeta, za orkestar (1954.)
2. In memoriam poete, za orkestar i dječji zbor (1960, R. Tagore), HDS, 1965.
3. Muzika za prijatelje, za orkestar (1964.)
4. Symphonia iubilans, za orkestar (1965.)
5. Za Thaliju, za orkestar, muški zbor, ženski zbor i dječji zbor (1969.)
6. Symphonia vocalis, za ženski zbor, glasovir, orgulje i udaraljke (1974, tekst Bjelinski i narodna poezija Dalmacije)
7. simfonija za orkestar i mezzosopran (1980.)
8. Di quatro gioie, za orkestar (1982.)
9. Simfonija otoka za orkestar (1983.)
10. Europa za orkestar (1984.)
11. simfonija za orkestar (1985.)
12. simfonija za orkestar (1986.)
13. simfonija za orkestar (1986.)
14. simfonija za bariton, recitatora i orkestar (1987.)
15. simfonija za sopran, alt, tenor, bariton i orkestar (1988.)

#### Simfonijska glazba
1. Mediteranska simfonietta za orkestar (1958.), SOKOJ 1961.
2. Sinfonietta brasiliera za ženski zbor i orkestar (1962, brazilska narodna poezija)
3. Sinfonietta concertante za glasovir i orkestar (1967. = 3. klavirski koncert)
4. Festivalska sinfonietta za orkestar harmonika, kontrabas, timpane i vojni bubanj(1980.)
5. Sinfonietta za alt trombon i gudače/glasovir (1982.), Zumikon, M. Reift, 1988.
6. Sinfonietta za saksofon, gudače i udaraljke (1985.)

#### Ostale skladbe za orkestar
- Scherzo za orkestar (1934. – 35.)
- Divertimento za komorni orkestar (1948.), SOKOJ, 1965.
- Prélude za orkestar (1951.)
- Svečana uvertira za orkestar (1951.)
- Pet invencija za komorni orkestar (1965.), HDS, 1969.
- Plaisanteries, suita za komorni orkestar (1948. – 71.)
- Bon voyage za gudače (1979.)
- Dnevnik iz Italije, suita za komorni orkestar (1991.)
- Die Musik ist unser Trost za gudače (1991.).

#### Koncerti za solo instrumente
- Koncert za violončelo i orkestar, br. 1 (1945., revidiran 1968.), klavirski izvadak 1968.
- Koncert za glasovir i orkestar (1947. – 48.; revidiran 1979.)
- Koncert za fagot i orkestar (1950.), klavirski izvadak SOKOJ, 1965.
- Koncert za violinu i orkestar (1952.), klavirski izvadak 1956.
- Concertino za glasovir, gudače i udaraljke (1956.), klavirski izvadak HDS, 1972.
- Koncert za klarinet i gudački orkestar (1952.), 1954.
- Koncert za violončelo i udaraljke, broj 2 (1953.) klavirski izvadak 1956.
- Koncert za obou i gudače (1954.), klavirski izvadak HDS, 1969.
- Koncert za flautu i gudače (1955.), Universal Edition, 1956., 1967.
- Koncert za violu i komorni orkestar (1956.)
- Serenada za trubu, glasovir, gudače i udaraljke (1957.), klavirski izvadak Universal Edition, 1958., 1967.
- Concertino za violinu i orkestar (1957.)
- Petit concert za glasovir i komorni orkestar (1963.; =Koncert za malenog dječaka), klavirski izvod Gerig, 1977.
- Concertino za rog, gudače, čelestu i udaraljke (1967.), Gerig, partitura 1967., klavirski izvadak 1969.
- Musica tonalis za obou, fagot i gudače (1968.), Universal Edition 1973.
- Promenadni koncert za puhački orkestar (1974.)
- Musica per tromba za trubu i komorni orkestar (1975.)
- Concertino za gitaru, gudače, čembalo i udaraljke (1977.)
- Concertino primavera za violu, gudače i čembalo (1978.)
- Poesis za klarinet i gudače (1987.)
- Oboa iubilans za obou i gudače (1988.)
- Flauto concertante za flautu i orkestar (1989.)
- Concerto grosso (1990.)

### Glazba za solo instrumente

#### Glazba za glasovir
- 3 sonate: 1. (1938., izgubljena); 2. Sonata s Visa u a-molu (1944.), HDS 1973.; 3. (1960.).
- 3 suite: 1. Mala Ruth jednoga dana (1938.); 2. (1938.); 3. (1939.), HDS, 1978.
- Proljetne igre (1957.), HGZ, 1961
- Na velikom brodu (1961.)
- Proljetni rondo (1936.)
- Toccata u fis-molu (1938.)
- Toccata u c-molu (1946.), HGZ, 1951.
- Preludium u C-duru (1938.)
- Muzika za djecu (1945.), 1955.
- 7 bagatela (1950.), Ognjen Prica, 1952.
- Partita (1954.)
- Mala sonatina (1954.) Muzička naklada 1979.
- Interludium (1969.)
- Iz dječje glave (1967.)
- Koncert za Romea i Juliju za 2 glasovira (1981.)
- Cvijeće za Scarlattija (1983.)

#### Glazba za ostale solo instrumente
- 3 epistole za orgulje (1975.)
- 3 melodije malog Julijana (1988.) za flautu

### Komorna glazba
- Klavirski trio broj 1 u g-molu (1953.)
- Klavirski trio broj 2 (Trio de collines; 1989.)
- Trio za obou/flautu, violončelo, glasovir (1960.), 1975., također prerađen za violu, violončelo i glasovir, te za obou, fagot i glasovir (1979.)
- Tri mušketira za 3 roga (1984.)
- 1. gudački kvartet Lirski (1941. – 43.), HDS, 1973.
- 2. gudački kvartet (1951.) 1956.
- 3. gudački kvartet (1985.)
- Priča za kvartet saksofona (1992.)
- Spielmusik za kvartet saksofona (1992.)
- Scherzi di notte za kvartet drvenih puhača (1969.), Gerig, 1971.
- Varijacije na pučku temu za puhački kvintet (1975.)
- Poesis za 2 roga, 2 fagota i 2 klarineta (1979.)
- 4 sonate za violinu i glasovir: 1. (1933., prerađena 1976.); 2. a-mol (1937., prerađena 1946. – 47.), HDS, 1974.; 3. (1960.); Sonata za rastanak
- Sonatina za violinu i glasovir (1950.)
- 6 invencija za violinu/violončelo i glasovir (1947.)
- Aprilska sonatina za flautu i glasovir (1976.), Gerig, 1977.
- Sonata za flautu i glasovir (Dona Cupidis, 1991.)
- Sonatina za obou i glasovir (Laudate Joanem, 1980.)
- Sonata za klarinet i glasovir (1966.), Gerig, 1967.
- Dvije invencije za fagot i glasovir (1950.)
- Preludium, aria i rondo za fagot i glasovir (1981.)
- Sonatina za rog i glasovir (1973.)
- Musica per tromba za trubu i glasovir (1975.), HDS, 1977.
- Tri biblijske legende za trombon i glasovir (1983.), HDS 1988.
- Encore un printemps..., sonatina za violinu i glasovir (1991.)

## Nagrade
Za svoje stvaralaštvo dobio više nagrada i priznanja, među njima nagrade za životno djelo »Mlado pokoljenje« (1965) i »Vladimir Nazor« (1976) te nagradu »Josip Slavenski« (1986). Godine 1988. izabran je za redovitog člana JAZU.

## Zanimljivosti
- Grad Zagreb je u godini 2008. u spomen na skladatelja imenovao ulicu u naselju Sopnica - Jelkovec (Sesvete).

## Vanjske poveznice
- Matica.hr / Kolo – Zdenka Weber: »Bruno Bjelinski, hrvatski skladatelj europskih obzora«  Arhivirana inačica izvorne stranice od 7. siječnja 2014. (Wayback Machine) (životopis)
- www.lzmk.hr / »Bjelinski, Bruno«  Arhivirana inačica izvorne stranice od 11. listopada 2016. (Wayback Machine) (životopis)
- hbl.lzmk.hr / Ivona Ajanović: »BJELINSKI, Bruno« (životopis)